# 石青蜻蜓
石青蜻蜓（学名：Libellula incesta）是蜻蛉目下的一种蜻蜓
，
分布于美国东部与加拿大东南部
。

## 描述
翅膀的前端有一个黑色斑点，复眼是深褐色。
雄性有黑脸，身体是深蓝色。
雌性有黄脸，腹节边有黄条
。